# Episodi di Dr. Stefan Frank - Der Arzt, dem die Frauen vertrauen (quarta stagione)
La quarta stagione della serie televisiva Dr. Stefan Frank - Der Arzt, dem die Frauen vertrauen è stata trasmessa in anteprima in Germania dalla RTL Television tra il 1º marzo 1999 e il 7 giugno 1999.
| nº | Titolo originale                   | Titolo italiano | Prima TV Germania | Prima TV Italia |
| -- | ---------------------------------- | --------------- | ----------------- | --------------- |
| 1  | Und führe mich nicht in Versuchung |                 | 1º marzo 1999     |                 |
| 2  | Dann eben mit Gewalt               |                 | 8 marzo 1999      |                 |
| 3  | Nur das Schicksal kennt den Weg    |                 | 15 marzo 1999     |                 |
| 4  | Ein himmlisches Lächeln            |                 | 22 marzo 1999     |                 |
| 5  | Die Zeit danach                    |                 | 29 marzo 1999     |                 |
| 6  | Sturz eines Champions              |                 | 12 aprile 1999    |                 |
| 7  | Stellenweise Glatteis              |                 | 19 aprile 1999    |                 |
| 8  | Engelflügel                        |                 | 26 aprile 1999    |                 |
| 9  | Lebendig eingemauert               |                 | 3 maggio 1999     |                 |
| 10 | Die Macht der Gedanken             |                 | 10 maggio 1999    |                 |
| 11 | Abgestürzt                         |                 | 17 maggio 1999    |                 |
| 12 | Ironie des Schicksals              |                 | 31 maggio 1999    |                 |
| 13 | Mit dem Herzen eines Vaters        |                 | 7 giugno 1999     |                 |